# Orchis petterssonii
Orchis petterssonii là một loài thực vật có hoa trong họ Lan. Loài này được G.Keller ex Pett. mô tả khoa học đầu tiên năm 1947.